# Pedro Júnior
Pedro Júnior (nacido el 29 de enero de 1987) es un futbolista brasileño que se desempeña como delantero en el Samut Prakan City de la Liga de Tailandia.
Jugó para clubes como el Vila Nova, Grêmio, Cruzeiro, São Caetano, Omiya Ardija, Albirex Niigata, Gamba Osaka, Sport Recife, FC Tokyo, Vissel Kobe y Kashima Antlers.

## Trayectoria

### Clubes
| Club              | País          | Año         |
| ----------------- | ------------- | ----------- |
| Vila Nova         | Brasil        | 2005        |
| Grêmio            | Brasil        | 2005 - 2006 |
| Cruzeiro          | Brasil        | 2007        |
| São Caetano       | Brasil        | 2007        |
| Omiya Ardija      | Japón         | 2007 - 2009 |
| Vila Nova         | Brasil        | 2008        |
| Albirex Niigata   | Japón         | 2009        |
| Gamba Osaka       | Japón         | 2009 - 2011 |
| Sport Recife      | Brasil        | 2010        |
| Vila Nova         | Brasil        | 2010        |
| FC Tokyo          | Japón         | 2011        |
| São Caetano       | Brasil        | 2012        |
| Vila Nova         | Brasil        | 2012        |
| Jeju United       | Corea del Sur | 2013        |
| Vissel Kobe       | Japón         | 2014 - 2016 |
| Kashima Antlers   | Japón         | 2017 - 2018 |
| Wuhan Zall        | China         | 2018        |
| Fortaleza         | Brasil        | 2019        |
| Buriram United    | Tailandia     | 2019        |
| Khor Fakkan       | EAU           | 2019        |
| Samut Prakan City | Tailandia     | 2020 -      |